# 石山坂峠

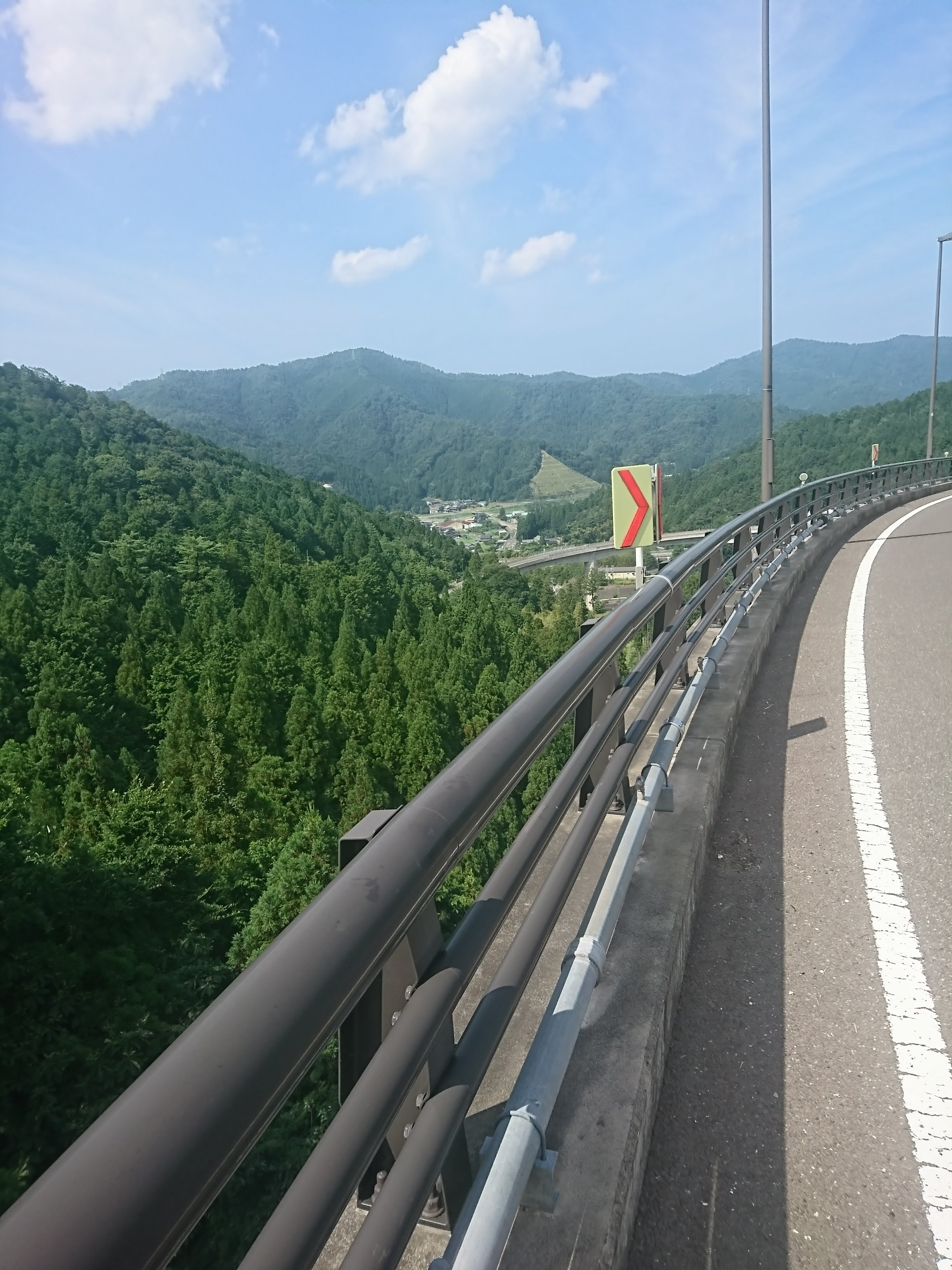
福井県道16号　石山坂ループ橋からの展望

石山坂峠（いしやまざかとうげ）は、福井県大飯郡おおい町内の福井県道16号坂本高浜線（主要地方道）にある峠である。

## 概要
標高280mの比較的低い峠である。平成の大合併以前は福井県大飯郡大飯町と同県遠敷郡名田庄村を隔てる峠であったが、両町村が合併した2008年現在では、町村境の案内表示なども無くその名残を見ることは出来ない。
峠越えのルートは県道16号（福井県道16号坂本高浜線）で、ループ橋などが設置されており、北の福井県おおい町石山で県道1号（福井県道・京都府道1号小浜綾部線）に接続している。複数の橋のほか石山トンネルがある。

## 道路状況
福井県道16号坂本高浜線は福井県おおい町名田庄口坂本の国道162号と高浜町薗部の国道27号を結ぶルートであるが、この山岳区間は幅員が狭く、急カーブが連続する山道だった。
そのため2003年（平成15年）から第一期工事が行われ2013年（平成25年）3月に開通した。新道にあるループ橋は2012年（平成25年）の完成である。
2025年（令和7年）3月22日にはその南側で進められていた第二期工事が完成し、大型車の規制が解除された。

## 峠附近からの接続道路
- 福井県道・京都府道1号小浜綾部線
- 舞鶴若狭自動車道 大飯高浜IC